# Manuel Fuster Lázaro
Manuel "Manu" Fuster Lázaro (València, 22 d'octubre de 1997) és un futbolista valencià que juga com a migcampista ofensiu a la UD Las Palmas.

## Carrera de club
Fuster es va formar a l'Huracà València CF. El 23 de juliol de 2016, va signar contracte amb el CE Olímpic de Xàtiva de Tercera Divisió, i hi va debutar com a sènior el 21 d'agost, com a titular, en una victòria per 2–0 a fora contra el CD Buñol.
Fuster va marcar el seu primer gol com a sènior el 28 d'agost de 2016, el que obria el marcador en una victòria per 2–0 a casa contra el Muro CF. El següent 4 d'agost, després que hagués marcat 11 gols i el seu equip no hagués assolit la promoció als play offs de tercera divisió, va fitxar pel CD Guijuelo de Segona Divisió B.

### Albacete
El 22 de juliol de 2019, Fuster signà contracte per quatre anys amb l'Albacete Balompié de Segona Divisió. Hi va debutar com a professional el 18 d'agost, com a titular, en partit contra la SD Huesca. Va marcar el seu primer gol com a professional el 9 de febrer de 2020, aconseguint l'empat a l'últim minut en un empat a casa per 1-1 contra la SD Ponferradina. Titular habitual a la temporada 2020-21 quan el club va baixar, va ser el màxim golejador de l'Alba amb 12 gols la campanya següent, en la qual el club va aconseguir l'ascens des de la Primera Divisió RFEF.
Al llarg de la temporada 2023–24, Fuster va marcar vuit gols i nou assistències en 41 partits en totes les competicions amb l'Albacete, convertint-se en el segon millor assistent de la lliga. Va jugar un total de 193 partits amb el club, marcant 34 gols en el procés.

### Las Palmas
El 21 de juny de 2024, es va anunciar que Fuster s'uniria al club La Liga UD Las Palmas l'1 de juliol, signant un contracte de quatre anys amb el club.